# Osorio (tiểu vùng)
Osorio là một tiểu vùng thuộc bang Rio Grande do Sul, Brasil. Tiều vùng này có diện tích 8773 km², dân số năm 2007 là 285340 người.